# Small Point-Adam's Cove-Blackhead-Broad Cove
Small Point-Adam's Cove-Blackhead-Broad Cove es un pueblo canadiense situado en la provincia de Terranova y Labrador.

## Superficie
Small Point-Adam's Cove-Blackhead-Broad Cove tiene una superficie de 23,12 km².

## Demografía
En 2021, tenía 414 habitantes, una densidad poblacional de 17,9 hab./km², y 327 viviendas.